# Alberto Undiano Mallenco
Alberto Undiano Mallenco (Pamplona, Navarra, 8 d'octubre del 1973) és un exàrbitre de futbol espanyol. Undiano Mallenco arbitrava a la Lliga espanyola de futbol des de 2000 i des de 2004 fins al 2019 va ser àrbitre internacional FIFA. Pertanyia al Comitè d'Àrbitres de Navarra.

## Trajectòria
Undiano Mallenco és llicenciat en Sociologia per la Universitat Pública de Navarra (1996) i llicenciat en Ciències Polítiques per la Universitat Nacional d'Educació a Distància (2003). El 2008 va ser nomenat subdirector de l'àrea de Benestar Social i Esport de l'Ajuntament de Pamplona, governat per la Unió del Poble Navarrès.
Es va iniciar com a àrbitre de futbol la temporada 1989/90. Després de passar per les divisions regionals de Navarra on va arbitrar durant cinc temporades, va pujar a Tercera Divisió on únicament va estar-s'hi la temporada 1994/95. A Segona B hi va romandre dues temporades, fins que passar a la Segona Divisió la temporada 1997/98.
A la categoria de plata del futbol espanyol hi arbitrar 3 temporades i la temporada 2000/01 es va estrenar en la màxima divisió de la Lliga espanyola de futbol. Va debutar a primera divisió el 10 de setembre de 2000, amb 26 anys, en un Numància - Reial Oviedo (1-0) ostentant, fins al moment, el rècord de ser l'àrbitre més jove a ascendir a primera.
El 20 d'abril de 2011 va ser l'encarregat de dirigir la final de la Copa del rei entre el Futbol Club Barcelona i el Reial Madrid Club de Futbol (0-1). Anteriorment, també va dirigir la final de la Copa del rei de la temporada 2007/08 que va enfrontar al València Club de Futbol i al Getafe Club de Futbol (3-1).

## Internacional
Obtingué la classificació FIFA l'1 de gener de 2004. El 2005 va arbitrar una semifinal del Campionat d'Europa sub-19 entre França - Alemanya.
A 2006 va arbitrar la semifinal del Campionat d'Europa sub-21 entre França i els Països Baixos. L'estiu de 2007 va participar en la Copa Mundial de Futbol Sub-20 de 2007 que es va jugar al Canadà i on hi va arbitrar la final entre la República Txeca i l'Argentina.
En competicions de clubs ha dirigit partits de Lliga de Campions de la UEFA, Copa de la UEFA i Copa Intertoto de la UEFA. També ha arbitrat a les lligues de Rússia, Qatar i Aràbia Saudita.
El 5 de febrer de 2010 la FIFA va anunciar que Alberto Undiano seria el representant espanyol per a la Copa del Món de Futbol de 2010 a Sud-àfrica. Allà hi va arbitrar tres partits: Alemanya - Sèrbia (0-1), el 18 de juny (grup D); Corea del Nord - Costa d'Ivori (0-3), el 25 de juny (grup G); Països Baixos - Eslovàquia (2-1), el 28 de juny (vuitens de final). A més, va actuar com a àrbitre assistent en el partit Uruguai - Ghana (1-1, 4-2 en penals), el 2 de juliol (quarts de final).

## Premis
- Premi Don Balón (2): 2005 i 2007
- Xiulet d'or de Primera Divisió (1): 2006
- Trofeu Guruceta (2): 2007 i 2010
- Trofeu Vicente Acebedo (2): 2009 i 2010